# Weinaupark

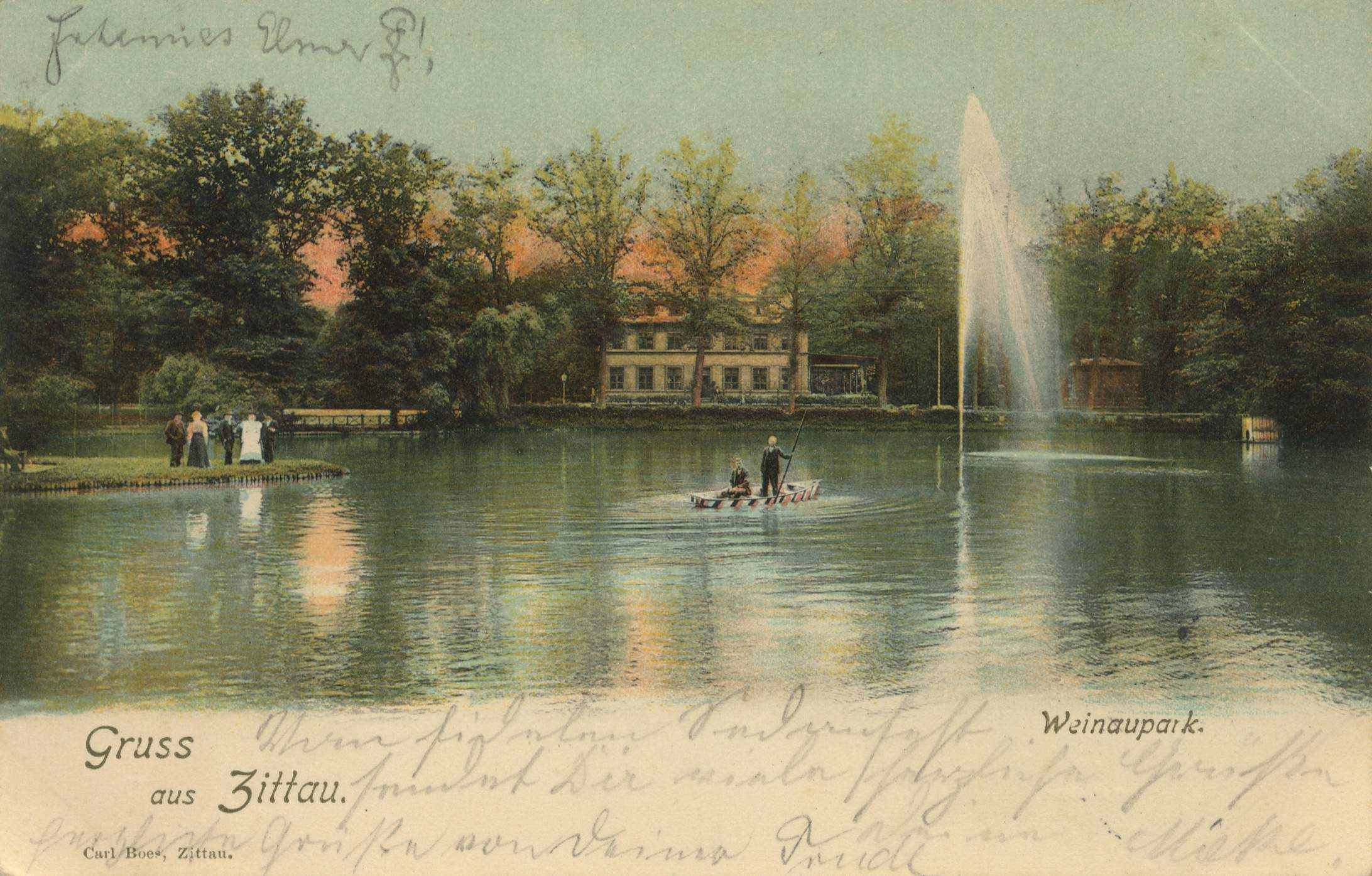
Postkarte vom Weinaupark, 1904

Der Weinaupark, auch kurz Weinau genannt, ist eine Parkanlage am östlichen Stadtrand von Zittau an der B 99 nahe der Grenze zu Polen mit einem wertvollen Bestand an Bäumen und Gehölzen, die Mitte des 19. Jahrhunderts im englischen Stil angelegt wurde. Auf dem Gelände befindet sich auch der Tierpark Zittau und im Osten das 1893/94 als Radrennbahn mit Holztribüne erbaute Weinauparkstadion für 10.000 Zuschauer.

## Geschichte
Die Weinau wurde im Jahre 1570 durch die Stadt Zittau von einem geistlichen Ritterorden erworben und parzelliert. Bis 1874 war das Gelände an der Mündung des Eckartsbaches ein Moor infolge von Neißeüberschwemmungen. Der Name leitet sich von drei Weinbergen ab, die sich von den Höhen Eckartsbergs bis zur Weinau zogen.
Um 1802/1804 existierte entlang der heutigen B 99 (Görlitzer Straße) eine Torfgräberei, in der jährlich 800.000 bis 900.000 Torfziegel abgestochen wurden. Erste Anstrengungen zur Umgestaltung in einen Kurpark im oberen Bereich wurden zwischen 1824 und 1826 infolge von Quellfunden unternommen. Erst 1848/1849 erfolgte durch einen Herrn Brösel die Anlage eines „Moor- und Mineralwasserbades in der Weinau“ (Bade-Anstalt) mit Restauration im Bereich des Niederbergteichs. Ab dem Jahr 1859 begann die Entsumpfung der Weinau durch das Anlegen von Wassergräben und Schleusen am Niederteich, wodurch es wahrscheinlich auch zur Trockenlegung des Mittelbergteichs kam, so dass dort ab 1863 die Körnerwiese entstand. Die Gestaltung der Weinau, wie sie heute besteht, wurde ab 1876 vorgenommen, beispielsweise wurde der Weinauteich angelegt und der Lesketeich fiel trocken. Seit diesem Jahr verfiel auch die Badeanstalt mit Restauration, da das Stadtbad 3 Jahre zuvor eröffnet worden war. Im Jahr 1882 wurde dann das heutige Restaurant im Park eröffnet.

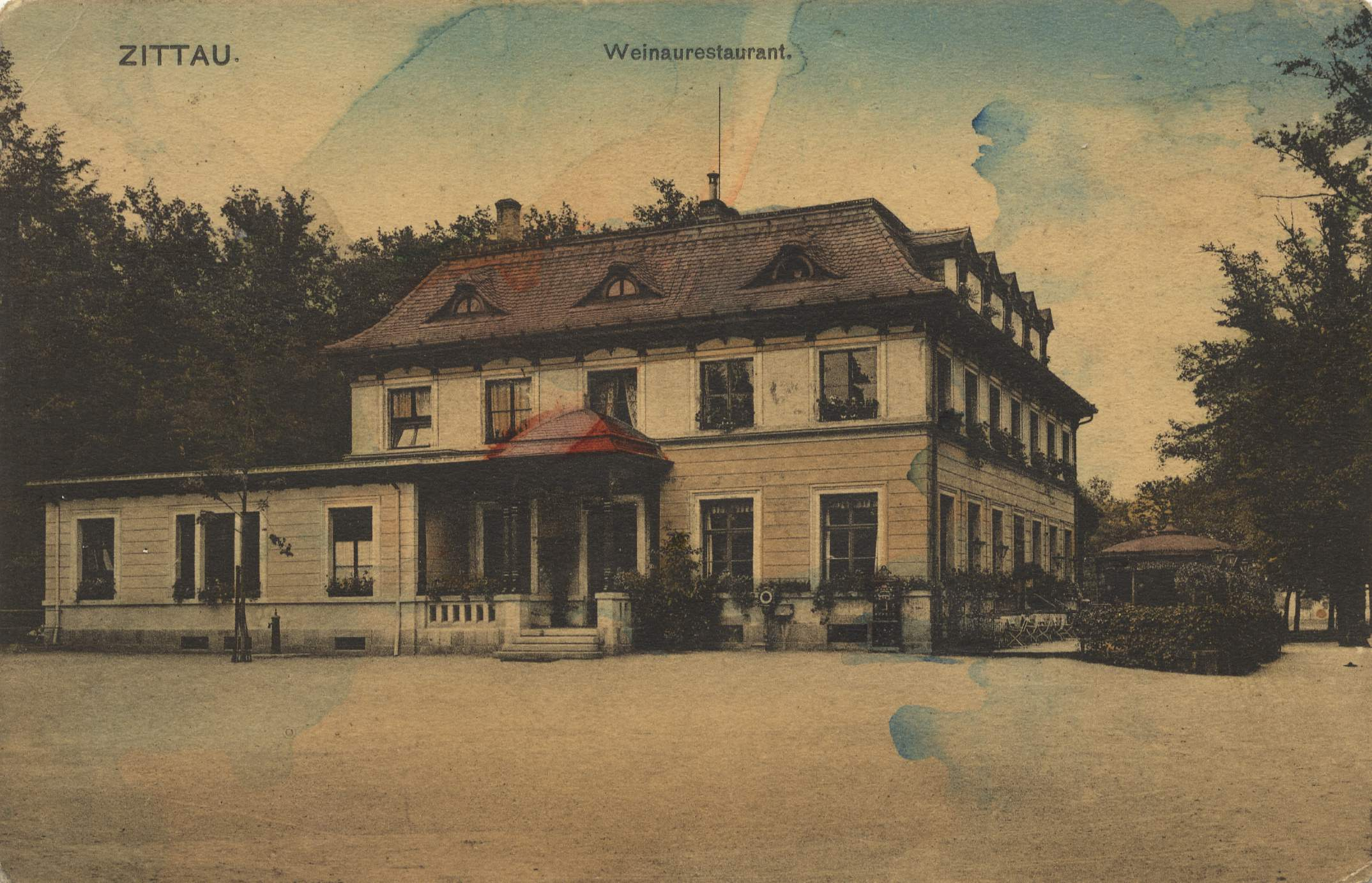
Ansichtskarte vom Weinaurestaurant um 1900

Die Weinauallee, die von Westen zur Weinau führt, wurde erst Ende des 19. Jahrhunderts (1894) angelegt und hieß zunächst Bismarckallee. Bis in diese Zeit reichen auch die ersten Anfänge des Tierparks zurück. Vom 2. Dezember 1895 datiert ein Bericht über den Erfolg der im selben Jahr stattgefundenen Aussetzung von Nachtigallen zum Zwecke der Ansiedlung im Weinaupark.
1902 war die Weinau Schauplatz der Oberlausitzer Gewerbe- und Industrieausstellung. In diesem Zusammenhang wurden vom Haberkornplatz bis in die Weinau Schienen für eine Ausstellungsbahn gelegt, die zwar nach Ausstellungsende wieder abgebaut wurde, aber als geistiger Anstoß der 1903 beschlossenen Zittauer Straßenbahn betrachtet werden kann.

## Aktuelles
Derzeit sind mehrere Vereine in der Weinau aktiv, so z. B. der Tierpark Zittau e. V., der Hillersche Villa e. V. (mit den Filmnächten auf der Freilichtbühne) sowie die Sportvereine VfB Zittau, HSG Turbine Zittau e. V. Abteilung Leichtathletik, TC Zittau-Weinau e. V. und Ostsächsischer Sportverein Zittau e. V. Abteilung Bogensport.
Darüber hinaus hat es sich der gemeinnützige Weinauverein e. V. zur Aufgabe gemacht, den Natur-, Landschafts- und Denkmalschutz sowie die Denkmalpflege im Weinaupark zu fördern. Zudem soll die Weinau durch diverse Projekte und Aktionen als städtisches Naherholungsgebiet weiterentwickelt werden.

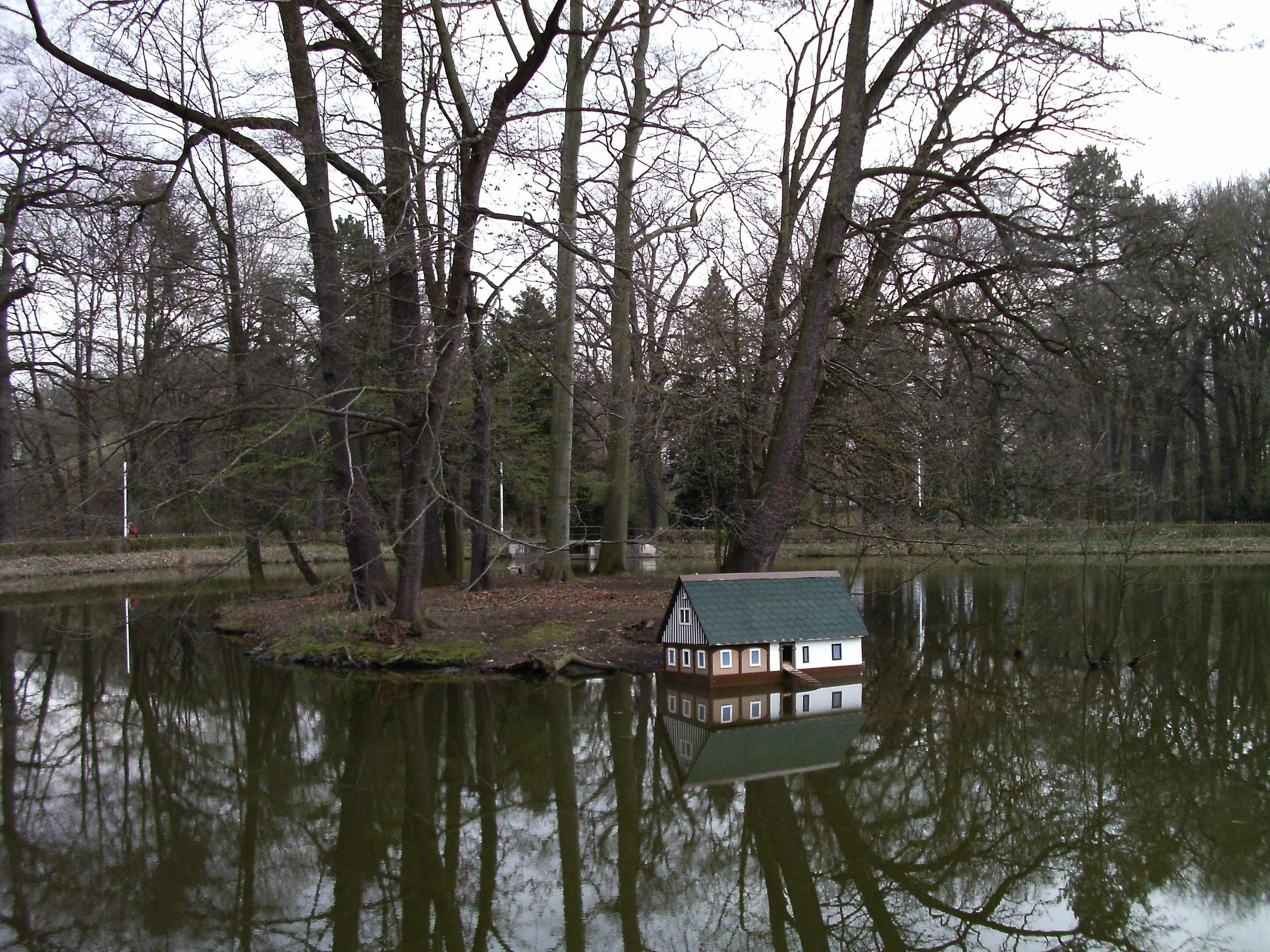
Entenhaus

So konnte im Jahr 2012 ein Entenhaus im Umgebindestil errichtet werden. Im gleichen Jahr, nach der Fertigstellung eines Bootssteges, wurde der Gondelbetrieb auf dem Weinauteich wieder ermöglicht. Im Jahr 2014 folgte die Eröffnung eines interaktiven Baumlehrpfades. Zudem gibt es jährliche Aktionen wie Frühjahrs- und Herbstputz, „1. Mai – WEINAU AKTIV“ und die Weinauteichüberquerung. In den Jahren 2012 und 2013 wurde auch das Eislaufen auf dem Weinauteich organisiert.